# Pivovárek (Výrov)
Pivovárek je malý rybník na Bučeckém potoce u Sechutic na katastrálním území obce Výrov. Jméno má po pivovaru, který mezi ním a dvorem Sechutice vystavět v 16. století tehdejší majitel panství Florián Gryspek. Po zániku pivovaru byla voda z rybníka tlačena pomocí trkače do chlévů ve dvoře.
V roce 1964 bylo dno rybníka prohloubeno a vybudována nová hráz, částečně betonová. V současnosti slouží rybník jako chovný, přes léto také k rekreačním účelům. Na rybníku se zdržují kachny a labutě.
Po hrázi rybníka prochází jeden ze zachovalých úseků staré plaské cesty.